# Campionati francesi di ski cross 2016
I Campionati francesi di ski cross 2016 si sono svolti a Val Thorens il 26 marzo. Il programma ha incluso sia la gara femminile che la gara maschile. 
Trattandosi di competizioni valide anche ai fini del punteggio FIS, vi hanno partecipato anche sciatori di altre federazioni, senza che questo consentisse loro di concorrere al titolo nazionale francese.

## Risultati

### Uomini
| Pos. | Atleta                    | Nazione |
| ---- | ------------------------- | ------- |
| 1    | Youri Duplessis Kergomard | Francia |
| 2    | Arnauld Bovolenta         | Francia |
| 3    | Jean-Frédéric Chapuis     | Francia |
| 4    | Basten Midol              | Francia |

### Donne
| Pos. | Atleta                   | Nazione |
| ---- | ------------------------ | ------- |
| 1    | Alizee Midol             | Francia |
| 2    | Sandra Näslund           | Svezia  |
| 3    | Ophelie Davie            | Francia |
| 4    | Marielle Berger Sabbatel | Francia |
| 5    | Courtney Haffors         | Canada  |
| 6    | Antoinette Tansley       | Canada  |
| 7    | Laury Murullaz           | Francia |